# Mainell
Un mainell o trencallum(s) és un pilar o columna prima que divideix en dos el buit d'una obertura, com ara una porta o una finestra. S'utilitza en portalades o finestrals; de vegades pot estar decorat amb figures iconogràfiques adossades. La finestra amb mainell al centre s'anomena bífora, finestra biforada, o finestra coronella.
|  |  |